# Топкий Ключ
Топкий Ключ — упраздненный посёлок (позднее — деревня) Знаменовского сельсовета (в 1941 г. входил в Усень-Ивановский) Белебеевского района БАССР (ранее посёлок входил в Белебеевская волость, Белебеевский кантон). Сейчас — одноимённое урочище.
Родина Александра Фёдоровича Гнусина (1919—2007) — полковника Советской Армии, участника Великой Отечественной войны, Героя Советского Союза (1945).

## История
Выселок села Усень–Ивановский завод (сейчас село Усень-Ивановское).
В статье «Село „Усень-Ивановский завод“ (история давних и близких лет)» приводится историческая справка:

 Село Усень-Ивановское переходило из рук в руки от белых к красным, от красных к белым. 17 мая 1919 года был освобожден г. Белебей, 18 мая 1919 года было освобождено с. Усень-Ивановское. Мартовское решение 1918 года о разделе земли с правом выезда на новые земли, осталось в силе. Все заявления о переселении на новые земли с указанием дворов и наличии душ и на какую землю, были рассмотрены и утверждены Волисполкомом земотделом, а также Белебеевским Кантисполкомом и Кантземотделом и направлены с ходатайством в БашЦИК и Башнаркомзем. Ходатайство было утверждено. С 1919 года по 1923 год из села Усень—Ивановский завод выехало более 509 дворов с населением 2248 душ. Таким образом, образовалось 25 поселков.
…
7.Топкий ключ — 15 дв.

## Население
На 1920 год основная национальность посёлка — русские, число дворов — 6 (в 1919 — 15, в 1926 — 13), численность — 33 человека (муж. — 13, женщин — 20). Находился в 13 верстах от центра ВИКа (села Бижбуляк)

## Инфраструктура
Совхоз «Знаменский», к 1941 году — колхоз «Труд», к 1933 г. — колхоз имени Яковлева